# Insertion (génétique)
Pour les articles homonymes, voir insertion.
L'insertion est une mutation génétique caractérisée par l'enchâssement de matériel génétique dans un chromosome. La taille d'insertion varie entre une paire de bases et tout un secteur d'un chromosome déplacé vers un autre. Dans ce dernier cas, une partie des données génétiques du premier chromosome est effacée. Ceci peut arriver lors d'un enjambement inégal
L'enchâssement de bases nucléiques dans un gène le rend plus long et décale la lecture de ses données, ce qui peut modifier son fonctionnement d'une manière nocive, surtout si l'insertion survient sur l'exon (les fragments d’un ARN primaire présents dans l’ARN cytoplasmique après épissage).